# Шимоносеки (проток)
Шимоносеки или Камон (на японски: 関門海峡, Kanmon-kaikyō) е проток между японските острови Кюшу на юг и Хоншу на север, съединяващ Източнокитайско море на запад с Вътрешно Японско море на изток. Дължината му е 28 km, ширината 1,8 km (в най-тясната част – 0,64 km), а дълбочината на фарватера – 10 m. Протокът е един от най-натоварените морски пътища в света. На северното му крайбрежие е разположен град Шимоносеки, а на южното – голямата градска агломерация Китакюшу.